# سیارک ۴۳۷۹
سیارک ۴۳۷۹ (به انگلیسی: 4379 Snelling، نامگذاری:1988PT1) چهار هزار و سیصد و هفتاد و نهمین سیارک کشف شده‌است که در ۱۳ اوت ۱۹۸۸ کشف شد.
قدر مطلق سیارک برابر ۱۲٫۱۰ است.